# União pelo consenso

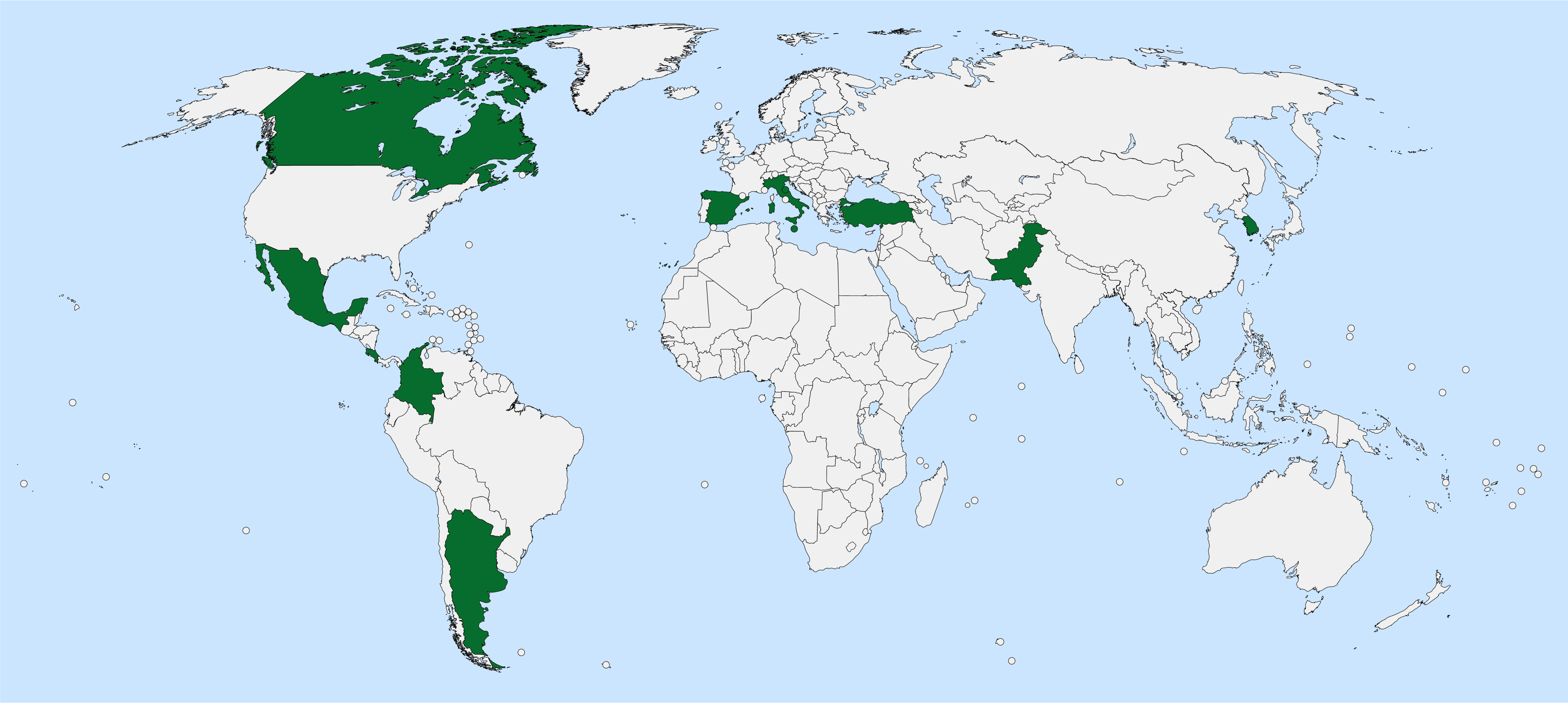
Mapa da localização mundial dos membros principais do União pelo consenso (Coffee Club).

União pelo Consenso (UfC na sigla em inglês), com apelido de Coffee Club (Clube do Café em português) é um grupo de países nascido na década de 1990 em oposição a uma possível expansão do Conselho de Segurança da Organização das Nações Unidas. Recentemente reavivado pela Itália, ele objetiva conter os pedidos do G4 para assentos permanentes. Os países líderes do grupo são Itália, Paquistão, México e Argentina. Em fevereiro de 2011, foi reportado que o número de membros passou a meia-dúzia.
Os países que mais reivindicaram posições permanentes nos assentos foram o Brasil, Alemanha, Índia e Japão. Japão e Alemanha são o segundo e terceiro maiores financiadores das Nações Unidas, respectivamente, enquanto Brasil e Índia são dois dos maiores contribuintes de tropas para missões da ONU, com mandato de manutenção da paz. O Brasil também é a maior nação da América Latina, e a Índia é o país mais populoso do mundo. 
A Assembleia Geral da ONU em setembro de 2005 marcou o 60º aniversário da ONU e os membros foram para decidir sobre uma série de reformas necessárias, incluindo a conselho de segurança alargado. No entanto, a falta de vontade de encontrar uma posição negociável tem parado mesmo as reformas mais urgentes de Setembro de 2005 da Assembleia Geral, e foi um revés para a ONU. A ONU anunciou em 2005 que recebeu uma proposta se opondo uma expansão de assentos permanentes pelos representantes de quatro membros do Unidos pelo Consenso - Canadá, Itália, Colômbia e Paquistão. Outros membros e co-autores do texto, intitulado “Reform of the Security Council”, são listados como Argentina, Costa Rica, Malta, México, San Marino, Espanha e Turquia.
O G4 retém sua meta de adesão ao CSNU permanente para todos os quatro países (além de duas nações africanas). No entanto, o Japão anunciou em Janeiro de 2006 que não iria apoiar uma resolução a ser apresentada novamente do G4 e estava trabalhando em uma resolução própria.
Alguns membros do Coffee Club são:
- Argentina, Colômbia e México - opuseram-se a uma cadeira para o Brasil.[5]
- Itália, Holanda, Espanha - opuseram-se a uma cadeira à Alemanha (desejando uma cadeira para toda a União Europeia)[6]
- Coreia do Sul - se opôs a uma cadeira para o Japão[6]
- Paquistão - se opôs a uma cadeira para a Índia.[6]
- Canadá - se opôs em princípio a uma expansão não efetuada por consenso.[6]